# Autumn Records
Autumn Records var ett amerikanskt skivbolag verksamt i San Francisco under 1960-talet. Den mest framstående gruppen på bolaget var troligen The Beau Brummels. Kontrakt med Autumn Records hade också rockgruppen The Great Society och en kortlivad grupp från Haight-Ashbury som spelade in den första versionen av "Somebody to Love", en låt som senare skulle bli en stor hit med Jefferson Airplane. Skivbolaget upphörde innan 70-talets början.